# Banská Bystrica (region)
 For alternative betydninger, se Banská Bystrica (flertydig). (Se også artikler, som begynder med Banská Bystrica)
Banská Bystrica (slovakisk Banskobystrický kraj) er en af Slovakiets otte administrative regioner, beliggende i landets sydlige del. Regionen har et areal på 9.455 km² og en befolkning på 657.119 indbyggere (pr. 2005). Regionens hovedby er Banská Bystrica og består af tretten distrikter (okresy).